# Římskokatolická farnost Ochoz u Brna
Římskokatolická farnost Ochoz u Brna je územní společenství římských katolíků s farním kostelem svatého Václava v obci Ochoz u Brna. Do farnosti spadá také Prostřední mlýn, který je součástí obce Mokrá-Horákov.

## Historie farnosti
Obec Ochoz u Brna vznikla sloučením dvou samostatných obcí Ochoz a Obce v roce 1947. Jejich počátky sahají do poloviny třináctého století, Ochoz tehdy patřila do majetku zábrdovického kláštera premonstrátů.
Na místě současného farního kostela stávala původně gotická kaple, samotný kostel byl na jejím místě postaven v roce 1606. Po třicetileté válce byl opraven v letech 1658 a 1659, rozšířen byl v letech 1740–1750, k dalším úpravám došlo v roce 1784. Do roku 1785 patřila Ochoz do křtinské farnosti, poté měla svoji samostatnou duchovní správu.

## Duchovní správci
Po příchodu salesiánů do farnosti Brna-Líšeň v roce 1990 vykonával duchovní správu v Ochozi u Brna vždy jeden ze členů této řeholní komunity. Do konce srpna 2012 to byl P. Mgr. Pavel Šimůnek, SDB, od 1. září 2012 se jím stal P. Mgr. Milan Mihulec SDB. Počínaje zářím 2018 byl duchovním správcem diecézní kněz R. D. Mgr. Zdeněk Drštka. Od 1. března 2023 je administrátorem farnosti P. Petr Košák, SDB, ředitel salesiánské komunity v Líšni.

## Bohoslužby
| Kostel      | Místo        | Bohoslužba (den)                 | Hodina     | Poznámka     |
| ----------- | ------------ | -------------------------------- | ---------- | ------------ |
| sv. Václava | Ochoz u Brna | neděle úterý pátek (1. v měsíci) | 9.00 18.00 | farní kostel |

## Aktivity ve farnosti
Dnem vzájemných modliteb farností za bohoslovce a bohoslovců za farnosti brněnské diecéze je 25. leden. Adorační den připadá na 20. března.
Ve farnosti se pravidelně koná tříkrálová sbírka, v roce 2015 se při ní vybralo 27 005 korun. Při sbírce v roce 2016 se vybralo 31 802 korun.
Náboženství se vyučuje na faře. Místnosti a zařízení fary jsou využívány také pro schůzky oddílu Junák Ochoz, pro rekreační víkendové a prázdninové pobyty jiných skupin a duchovní cvičení.